# SLC22A8
SLC22A8‏ (Solute carrier family 22 member 8) هوَ بروتين يُشَفر بواسطة جين SLC22A8 في الإنسان.